# 2004年アテネオリンピックのカメルーン選手団
2004年アテネオリンピックのカメルーン選手団（2004ねんアテネオリンピックのカメルーンせんしゅだん）は、2004年8月13日から8月29日にかけてギリシャの首都アテネで開催された2004年アテネオリンピックのカメルーン選手団、およびその競技結果。

## 概要
今大会は金メダル1個、合計1個のメダルを獲得した。
陸上女子三段跳でフランソワーズ・ムバンゴが金メダルを獲得し、カメルーンにオリンピック初の金メダルをもたらした。

## メダル
| メダル | 選手名                   | 競技 | 種目       |
| ------ | ------------------------ | ---- | ---------- |
| 金     | フランソワーズ・ムバンゴ | 陸上 | 女子三段跳 |